# Rolieiro-da-terra-pitoide
Rolieiro-da-terra-pitoide (Atelornis pittoides) é uma espécie de ave da família Brachypteraciidae. É endémica de Madagáscar. Os seus habitats naturais são: florestas subtropicais ou tropicais húmidas de baixa altitude e regiões subtropicais ou tropicais húmidas de alta altitude.